# پاکلیه
پاکلیه صربی: Paklje}} یک منطقهٔ مسکونی در صربستان است که در ناحیه کولوبارا واقع شده‌است.
 پاکلیه  ۱۲۰ نفر جمعیت دارد.